# Uchizy
Uchizy ist eine französische Gemeinde mit 812 Einwohnern (Stand: 1. Januar 2022) im Département Saône-et-Loire in der Region Bourgogne-Franche-Comté. Sie gehört zum Arrondissement Mâcon und zum Kanton Tournus. Die Einwohner werden Chizerots genannt.
Uchizy ist Mitglied im Gemeindeverband Mâconnais-Tournugeois.

## Geographie und Geschichte
Uchizy liegt etwa 22 Kilometer nördlich von Mâcon und etwa 31 Kilometer südlich von Chalon-sur-Saône im Weinbaugebiet Bourgogne an der Saône. Umgeben wird Uchizy von den Nachbargemeinden Plottes im Norden, Farges-lès-Mâcon im Norden und Nordosten, Arbigny im Osten und Südosten, Montbellet im Süden, Lugny im Südwesten sowie Chardonnay im Westen.
Durch die Gemeinde führt die Autoroute A6. Der Bahnhof der Gemeinde lag an der Bahnstrecke Paris–Marseille.
Die wohl erste urkundliche Erwähnung stammt aus dem Jahr 878, als König Ludwig II. (auch „der Stammler“ genannt), dem Kloster Tournus hier die „villa Ulcasiacum“ schenkt, was er dem Kloster im gleichen Jahr noch einmal bestätigt (Regesta Imperii I., Nr. 2727f.).

## Bevölkerungsentwicklung
| Jahr                      | 1793 | 1851 | 1901 | 1954 | 1962 | 1968 | 1975 | 1982 | 1990 | 1999 | 2006 | 2012 |
| Einwohner                 | 1078 | 1522 | 1023 | 668  | 651  | 650  | 612  | 642  | 623  | 729  | 801  | 828  |
| Quelle: Cassini und INSEE |      |      |      |      |      |      |      |      |      |      |      |      |

## Sehenswürdigkeiten
- Kirche Saint-Pierre, Ende des 11. Jahrhunderts errichtet, seit 1913 Monument historique
- Kapelle Les Imetiers
- Kapelle Saint-Henri aus dem 6. Jahrhundert
- Brunnen
- Schloss Grenod, Gebäude aus dem 16./17. Jahrhundert, Monument historique seit 1976

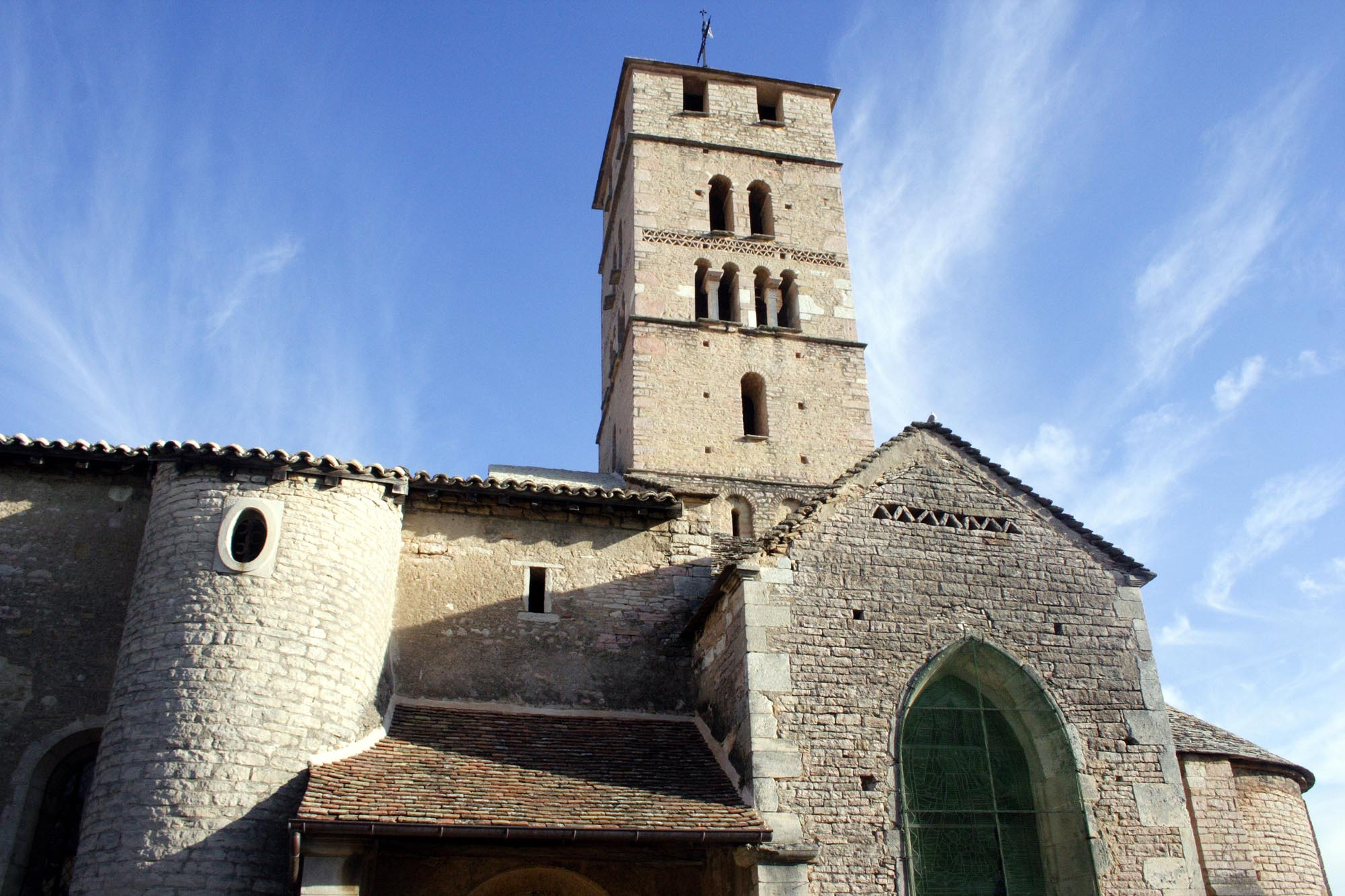
Kirche Saint-Pierre
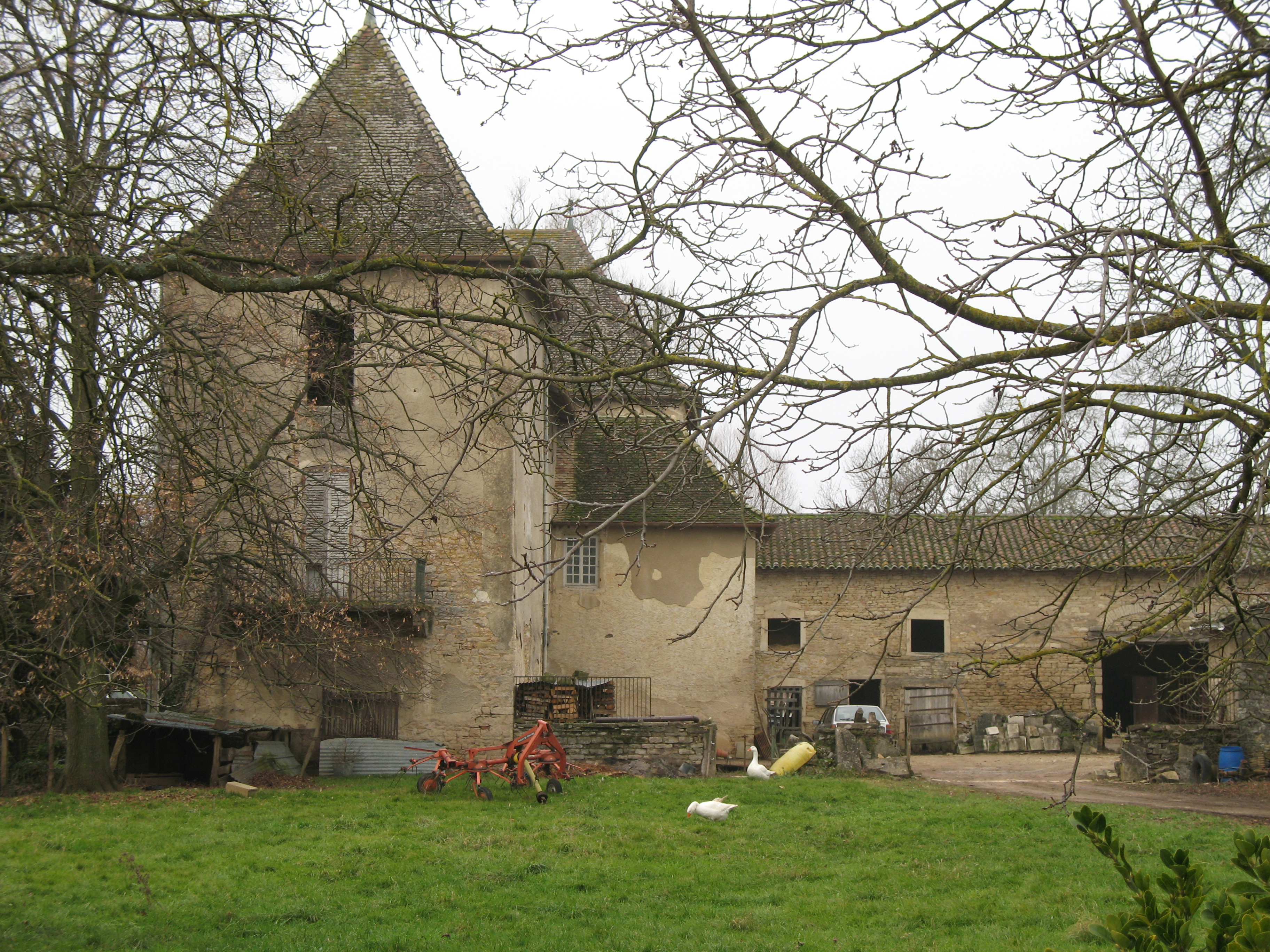
Schloss Grenod

## Gemeindepartnerschaft
Mit der deutschen Gemeinde Harthausen in Rheinland-Pfalz besteht eine Partnerschaft.